# Trybunał Główny Wielkiego Księstwa Litewskiego

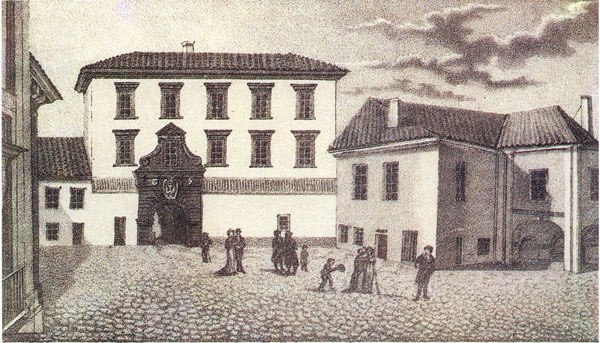
Pałac Trybunału Litewskiego na Zamku Dolnym w Wilnie

Trybunał Główny Wielkiego Księstwa Litewskiego, in. Trybunał Litewski – ustanowiony na wzór Trybunału Głównego Koronnego najwyższy sąd apelacyjny dla Wielkiego Księstwa Litewskiego I Rzeczypospolitej.
Powstał w 1581 i miał siedzibę w Wilnie w Pałacu Trybunału na Zamku Dolnym, od 1599 jego sesje odbywały się co 2 lata przez ponad 5 miesięcy w roku, na przemian w Mińsku na zamku (kadencja litewska) i Nowogródku (kadencja ruska). Od 1775 sesje kadencji ruskiej odbywały się w Grodnie, w Batorówce.
Trybunał Skarbowy Wielkiego Księstwa Litewskiego został w 1726 podporządkowany Trybunałowi Głównemu, działając w jego obrębie jako samodzielna izba.

## Skład
Skład odpowiadał składowi Trybunałowi Koronnemu. Wchodzili do niego sędziowie deputaci wybierani przez szlachtę spośród swojego grona na sejmikach zwanych z tego powodu deputackimi (Sejmik deputacki). 
W sprawach, gdy jedną ze stron sporu był duchowny, w skład Trybunału wchodzili także duchowni wyznaczani przez kapituły. Liczba ich była równa liczbie deputatów świeckich.

## Kompetencje
Co do zasady był to sąd apelacyjny, natomiast w sprawach przeciw starostwom i urzędnikom za zaniedbanie obowiązku przy wymiarze sprawiedliwości był sądem I instancji. Trybunał był drugą i ostatnią instancją dla spraw cywilnych, rozstrzyganych w sądach ziemskich, grodzkich, podkomorskich, komisarskich i wiecowych. Rozpatrywał też sprawy karne wniesione według kompetencji sądów grodzkich oraz wypadki naruszenia procedur i łamanie prawa przez starostów i urzędników grodzkich.

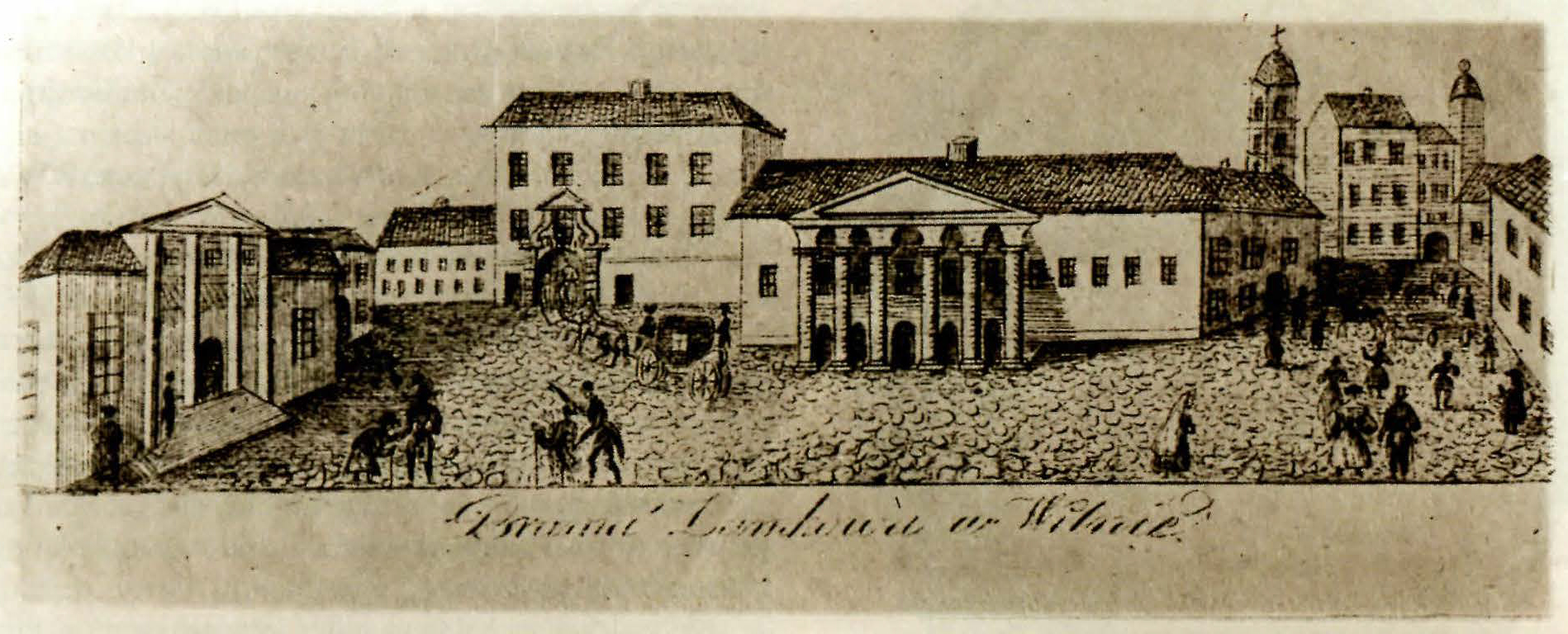
Trybunał w XIX wieku
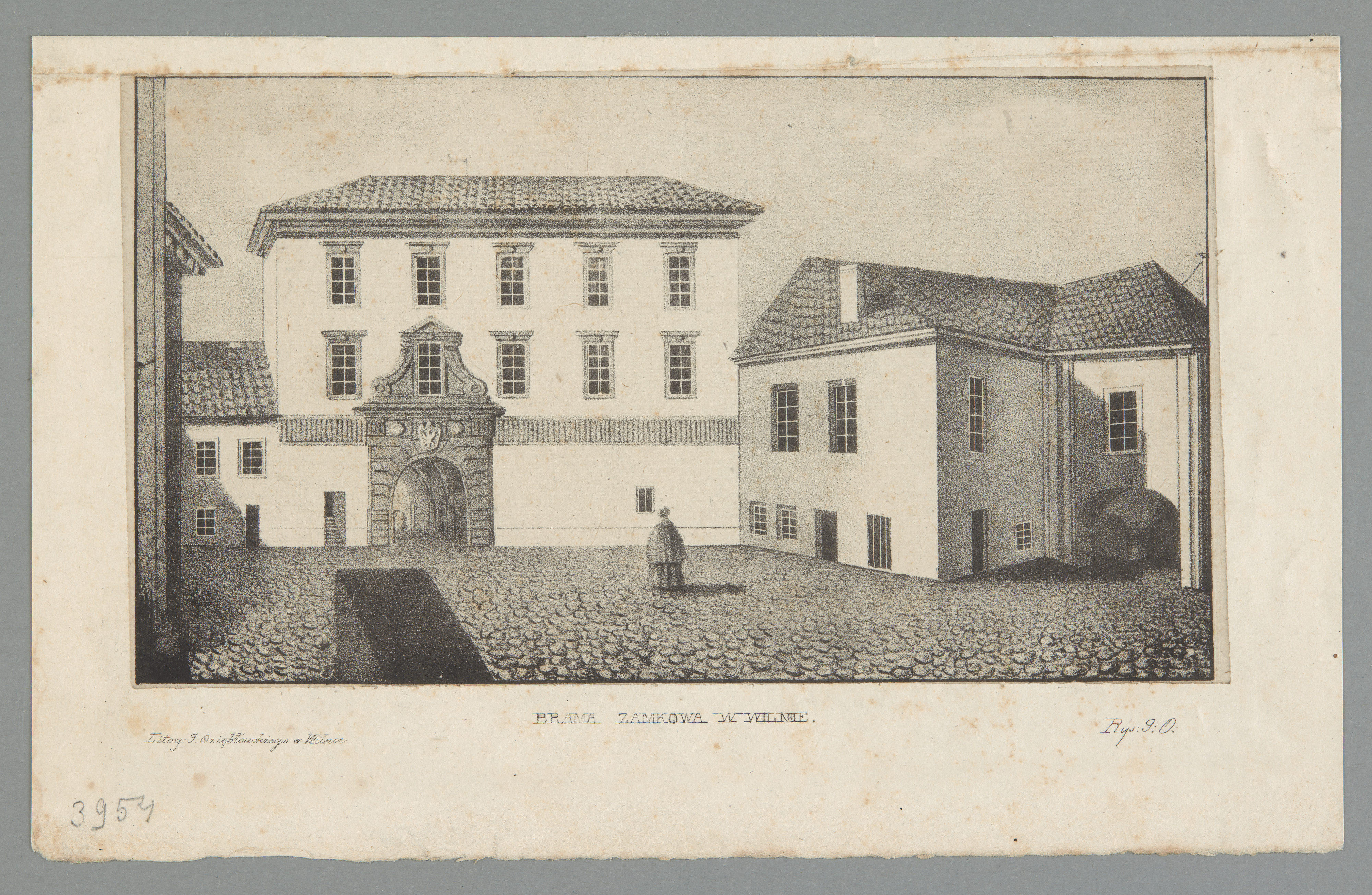
Trybunał w XIX wieku
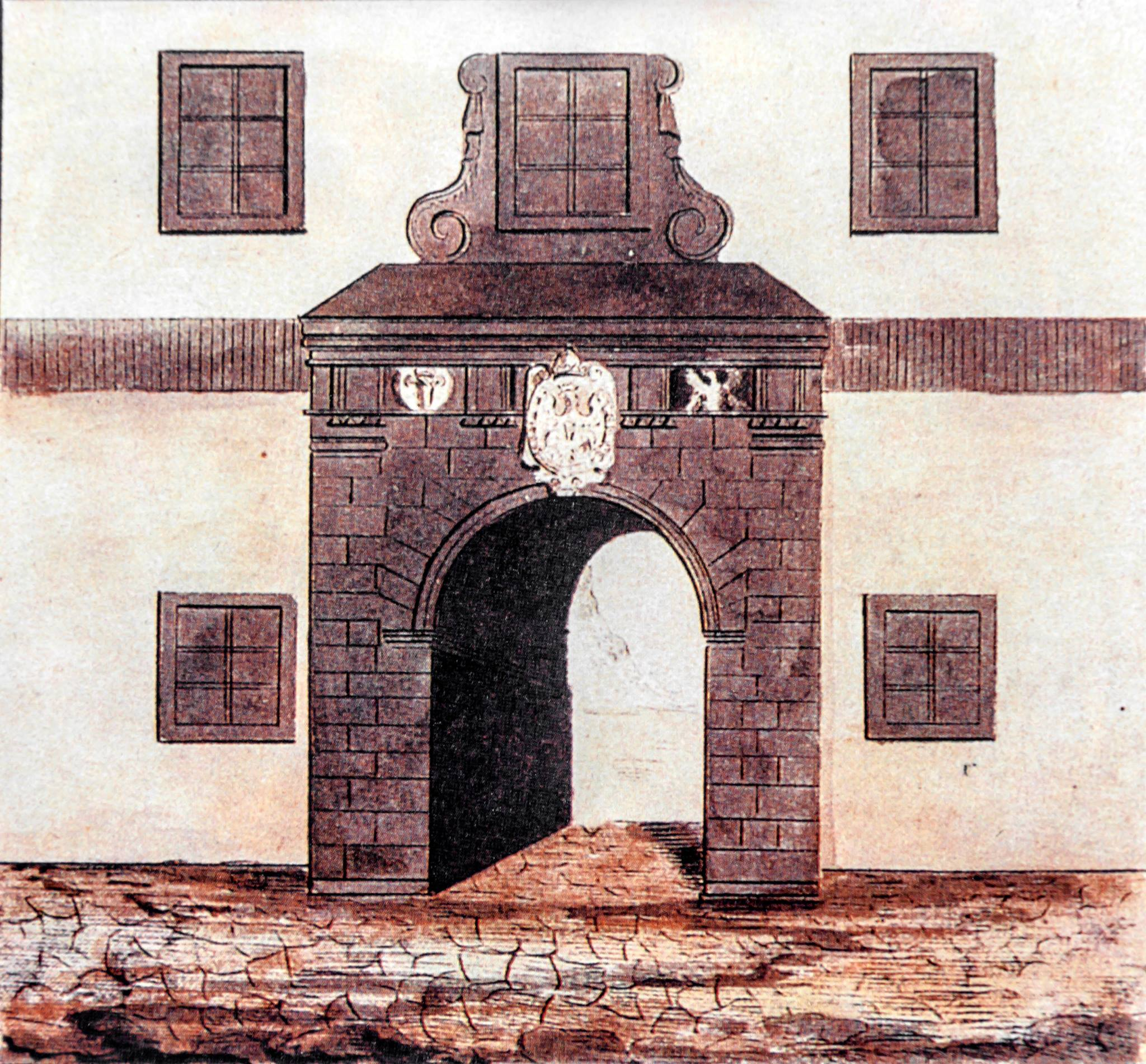
Portal bramny w 1835 r.